# Jéromine Chasseriaud
Pour les articles homonymes, voir Chasseriaud.
Jéromine Chasseriaud, née le 13 juin 1993, est une actrice française notamment connue pour son rôle de Lola dans Foudre et celui de Juliette dans Soda.
Elle est représentée par l'Agence Laurence Bagoë.

## Biographie
Jéromine Chasseriaud est née le 13 juin 1993. Elle a suivi une formation au Laboratoire de l'Acteur sous la direction d'Hélène Zidi en 2015-2016, puis a perfectionné son jeu en anglais en 2019 à la Giles Foreman Academy, notamment lors d'un stage face caméra avec Patricia Sterlin.
Jéromine Chasseriaud commence la comédie un peu par hasard à l'âge de dix ans en participant à un jeu télévisé sur Canal J. Avec ses parents, elle signe un contrat avec la chaîne pour pouvoir utiliser son image pour de la publicité. Un an plus tard, une agence de comédiens la contacte pour lui faire des photos et passer des castings. Elle tourne dans des publicités, avant de décrocher un des rôles principaux de la série Foudre, puis de la série Soda (à partir de la saison 3).

### Vie privée et famille
Elle est la fille d'Alexandre Chasseriaud et de Solange Ferradura, et sœur de l'acteur Zacharie Chasseriaud.

## Filmographie

### Cinéma

#### Longs métrages
- 2010 : No et Moi de Zabou Breitman - Léa Germain
- 2016 : Five de Igor Gotesman - Sophie
- 2018 : Milf de Axelle Laffont - Louise

#### Court métrage
- 2018 : Johnny  de Jerome Casanova - Lola[4]

### Télévision
- 2010 - 2013 : Profilage : Chloé (2 épisodes)
- 2011 : Foudre : Lola Lagrange (35 épisodes)
- 2012 : Enquêtes réservées de Christophe Barbier - Emma
- 2012 : Qu'est-ce qu'on attend pour être heureux de Gilles Maillard : Anais (pilote)
- 2013-2015 : Soda : Juliette Juhel
- 2014 : Soda : Un trop long week-end : Juliette Juhel
- 2015 : Soda : Le rêve Américain : Juliette Juhel
- 2017 : Cocovoit : personnages secondaires
- 2018 : Section de Recherches, saison 12 épisode 1 : Sidonie

### Clips
- 2009 : DJ LBR - Get Your Hands Up
- 2014 : Brodinski - I Cant Help Myself